# Viticoltura in Danimarca

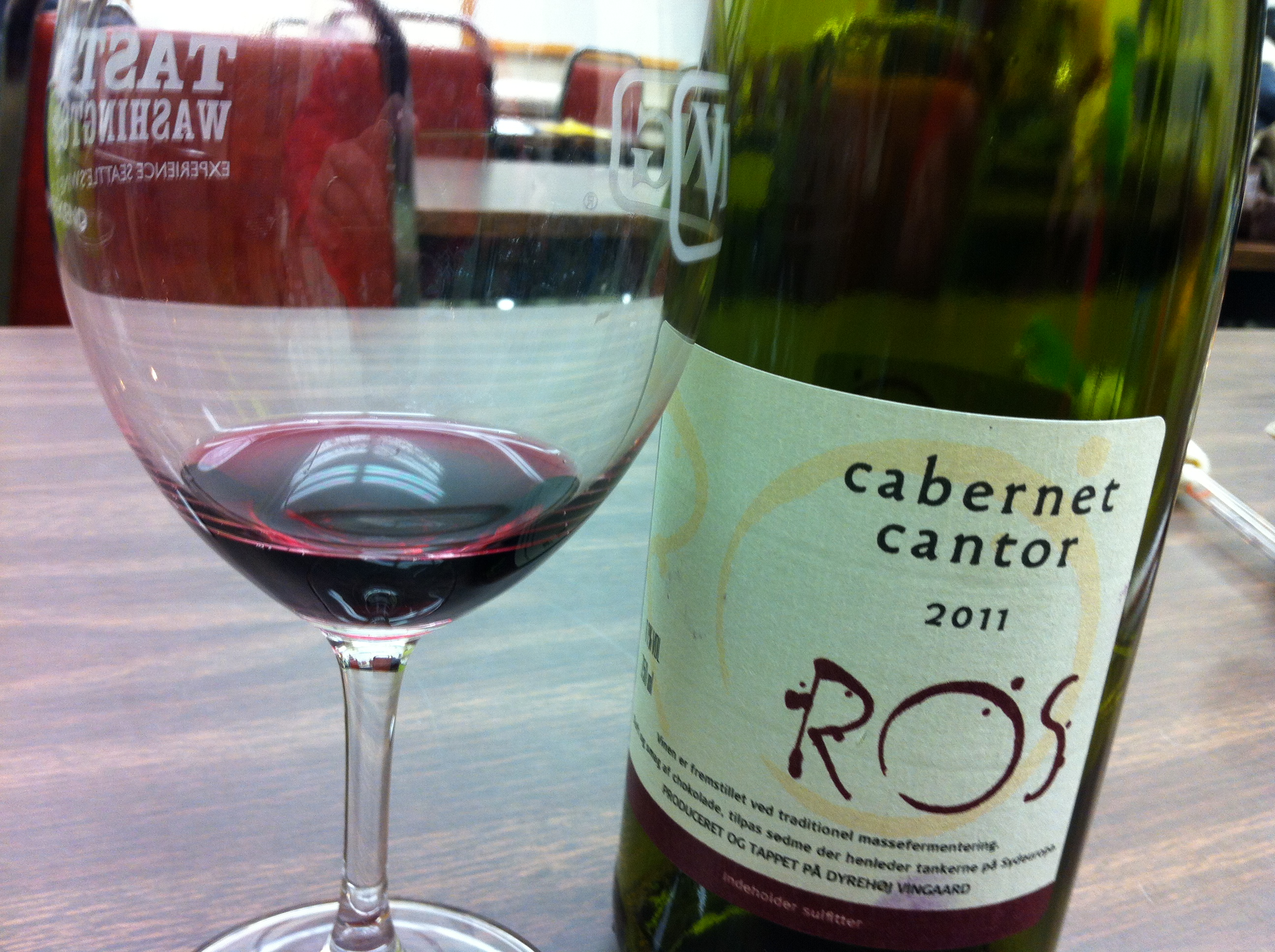
Vino danese fatto con Cabernet Cantor.

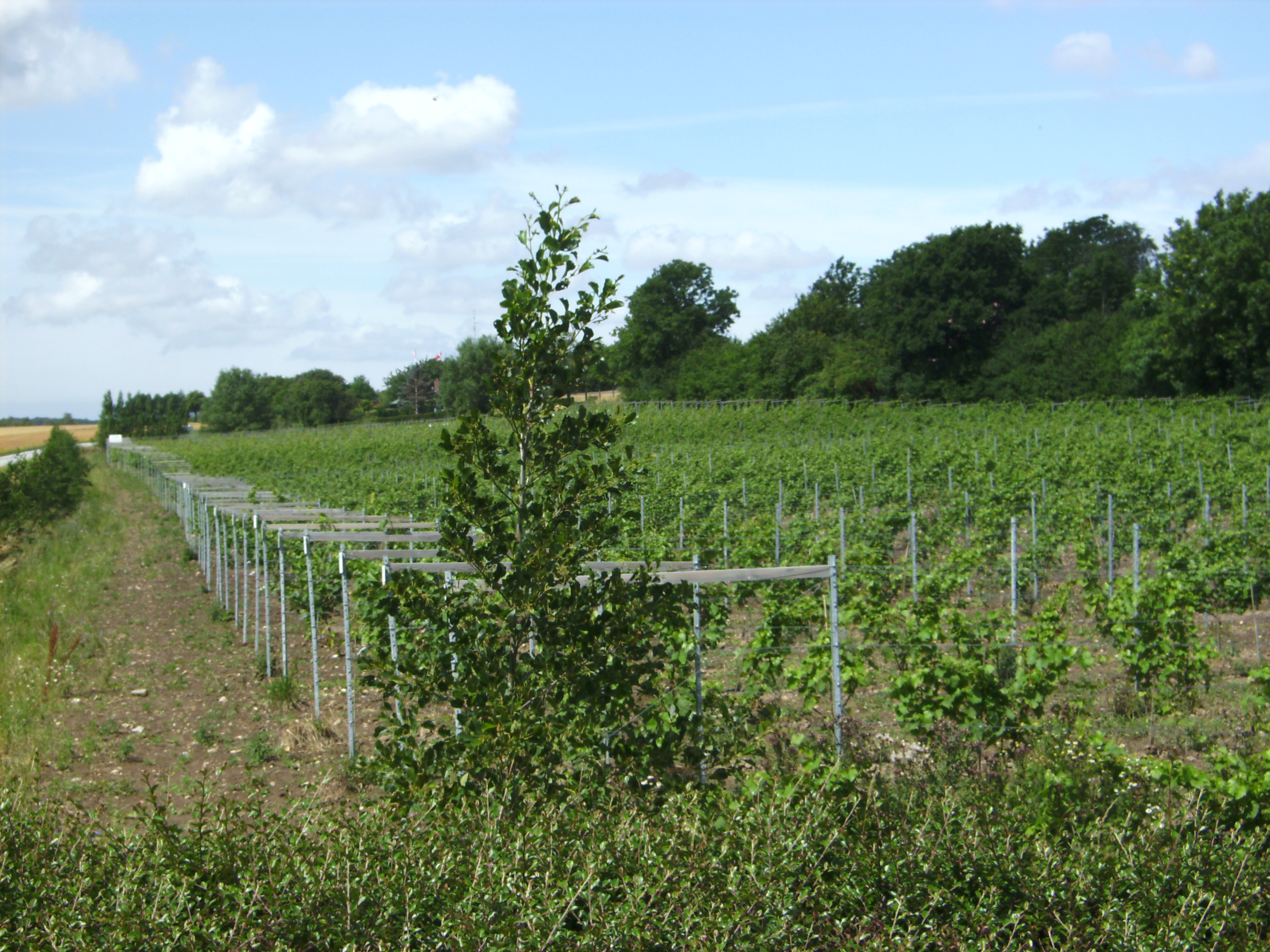
Vigneto a Sløsse, Lolland, in Danimarca

La viticoltura in Danimarca è la viticoltura nata più di recente in Europa; risale solo al 2000 e deve la sua esistenza al riscaldamento globale e alla legalizzazione della produzione di vino nel 1999 quando l'Unione Europea ha dato alla Danimarca il via libera per coltivare 99 ettari di viti.

## Vitigni
Al 2019 esistono vigneti nelle regioni dello Jutland, Lolland, Funen e nella Selandia settentrionale, in particolare di Cabernet Cortis e Cabernet Cantor.
Le condizioni climatiche e la costituzione dei suoli hanno imposto la scelta dei vitigni. Tra le varietà che si adattano meglio a tutti questi vincoli, tra cui suolo, clima e malattie sono il Rondo, il Merlot, la Madeleine Angevine, l'Orion, l'Ortega e il Regent.
Nel 2006 tutti i venti vigneti del paese producevano circa 40.000 bottiglie di vino.
Nel 2007 il vino danese sale alla ribalta quando un vino frizzante Dons Cuvée del 2006 di Skæresøgård vinse la medaglia d'argento nella competizione vitivinicola Effervescents du Monde.